# 沢口愛子
沢口 愛子（さわぐち あいこ 1966年 - ）は日本のAV女優。
熟女系のAV女優。スレンダーで無駄のない肢体、知的な容貌で人気を博す。

代表作としては「路地裏の熟年売春婦VOL.3」が上げられる。これは都会の路地裏で客を待つ中年の娼婦の悲哀を描いたものであり、高い評価を得ている。

その他、インセスト・タブーに関する複数の作品に主演している。

## 作品

### アダルトビデオ
- 路地裏の熟年売春婦 VOL.3 沢口愛子 42歳（2007年8月13日、BRAVO）
- 背徳の母子交尾（2007年11月18日、フラットコーポレーション）
- おふくろさん（2007年11月19日、MARIA）
- 母子交尾 【武州名栗路】（2008年1月19日、ルビー）
- 熟女の休日（2008年1月25日、サイド・ビー制作室）…他出演:高橋真由美
- 禁断の母子愛（2008年2月9日、ルビー）